# Cewka brzuszna

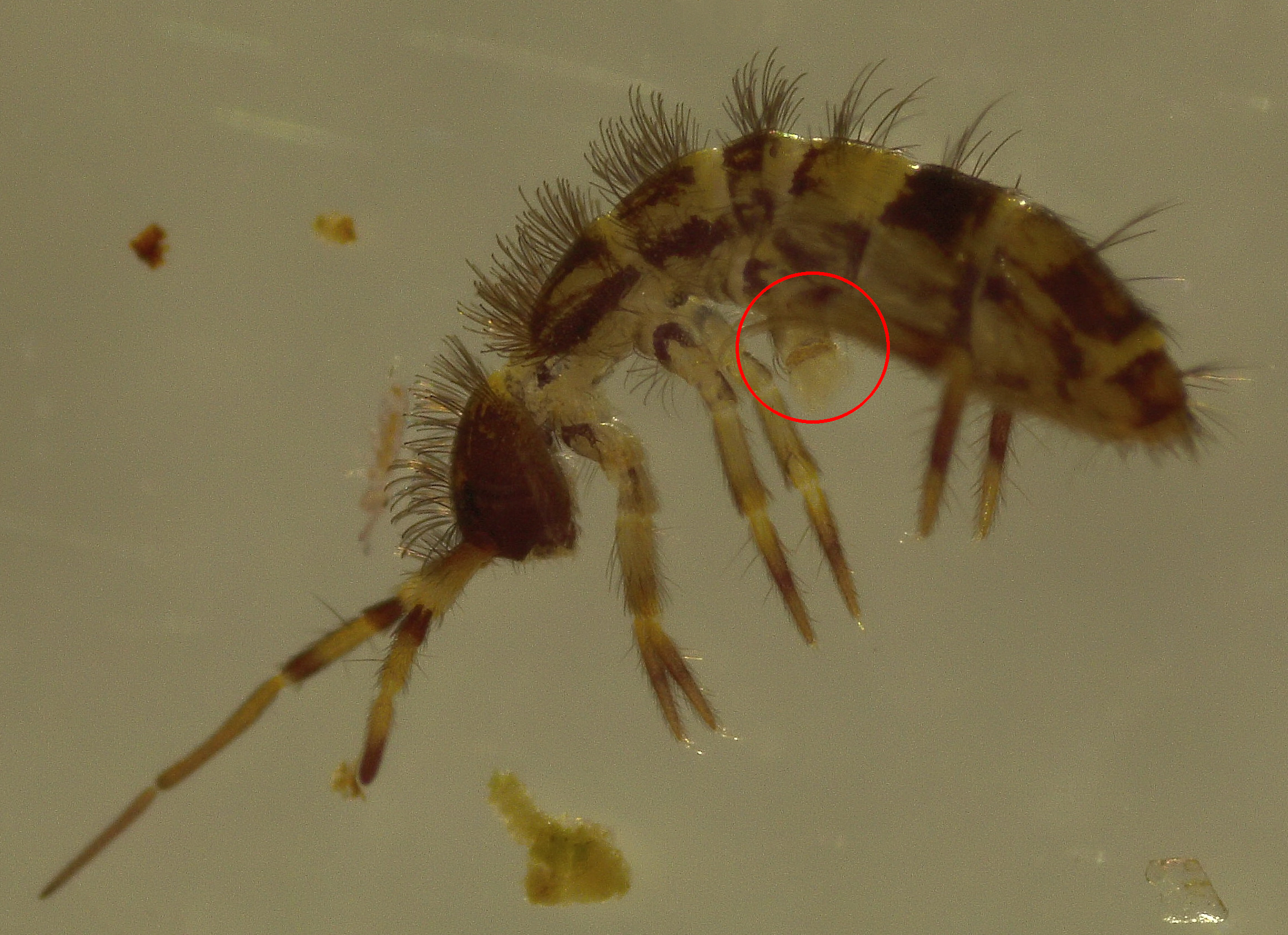
Orchesella cincta z widoczną cewką brzuszną

Cewka brzuszna (łac. tubus ventralis, ang. collophore) – narząd zlokalizowany na środku brzusznej strony pierwszego segmentu odwłoku skoczogonków.
Cewka ta ma postać rurkowatego wyrostka. Pod wpływem ciśnienia hemolimfy z narządu wynicowują się dwa pęcherzyki, a u Sminthurus dwie stosunkowo długie, gładkie bądź pokryte brodawkami rurki. Narząd ten bierze udział w osmoregulacji. Za jego pomocą skoczogonek wydala lub resorbuje wodę. Dawniej uważano ten wyrostek za przylgę lub narząd związany z oddychaniem.